# سیارک ۲۲۱۱۲
سیارک ۲۲۱۱۲ (به انگلیسی: 22112 Staceyraw، نامگذاری:2000QO181) بیست و دو هزار و صد و دوازدهمین سیارک کشف شده‌است که در ۳۱ اوت ۲۰۰۰ کشف شد.
قدر مطلق سیارک برابر ۱۹.۵ است.